# Ramón José de Arce
Ramón José de Arce y Uribarri (Selaya, 25 de octubre de 1755-París, 19 de febrero de 1844) fue un clérigo español que ocupó, entre otros muchos y variados, los cargos de arzobispo de Burgos, arzobispo de Zaragoza, Inquisidor general y Patriarca de las Indias Occidentales.
Atractivo personaje de la Historia de España, ha interesado a intelectuales tan dispares como Antonio Alcala Galiano, Menéndez Pelayo, Julio Caro Baroja, Javier Alfaya o los académicos Barrios Pintado y Gerard Dufour.

## Biografía
Ramón José de Arce, montañés, nacido en Selaya el 25 de octubre de 1755.
Hábil intrigante en las cortes de Carlos IV y luego de José Bonaparte, inició su carrera eclesiástica como colegial del Mayor de Cuenca de la Universidad de Salamanca, pasando a canónigo lectoral en Segovia y Valencia. 
Al parecer, gracias a su intimidad con la Marquesa de Mejorada, amiga personal de Manuel Godoy, su carrera cortesana le valió, en 1797, el nombramiento de Arzobispo de Burgos (1797 - 1801), y más tarde Arzobispo de Zaragoza, (1800 - 1816), diócesis de las que casi siempre estuvo ausente. La subsecuente amistad de Arce con el favorito de Carlos IV y de la reina, le supuso, además, los nombramientos de Inquisidor General, en 1798, consejero de Estado, en 1803, y el Patriarcado de las Indias, en 1806.
En el invierno de 1808, amén de los más altos cargos en el clero palatino, se le mencionan otros títulos como los de Procapellán y Limosnero Mayor de Su Majestad, Gran Canciller y Ministro Principal de la Orden de Carlos III.
Su amistad con Godoy que forzosamente implicaba enemistad con el acechante Príncipe de Asturias, luego Fernando VII, supusieron que tras el motín de Aranjuez y la abdicación de Carlos IV, se le retirasen los empleos de inquisidor y patriarca. Tras unos meses de apagón cortesano, Arce volvió al escenario tras jurar fidelidad a José Bonaparte, que por Decreto de 18 de marzo de 1810 le devuelve lo perdido y le concede, además, la Gran Banda de la Orden Real de España.

### Caída y exilio
El regreso de Fernando VII como soberano absolutista minó la carrera de Arce, exiliándose finalmente a Francia en 1814. Vivió en París, compartiendo vejez longeva con su viejo amigo y socio el Príncipe de la Paz, hasta su muerte en 1844.

## Galería de retratos y bocetos
Existen pocos retratos de Ramón José de Arce, el que conserva en el Salón del Trono del Palacio Arzobispal de Zaragoza y una copia en el Ayuntamiento de su villa natal. Más abundantes son las descripciones (retratos literarios o históricos), que han quedado por escrito:
- Alcalá Galiano, un ilustrado que conoció personalmente al Inquisidor General en su propia guarida, lo describió en un par de ocasiones, en una de ellas le retrata así: El inquisidor general Arce era hombre instruido, de condición suave y, más que otra cosa, cortesano. Así es que la malicia popular, mirándole como "privado del Gran Privado", hasta le achacaba estar casado; claro desatino, pero indicio de que no veían en él las gentes un sucesor de Torquemada o de Valdés...[6]
- El marqués de Villaurrutia, ilustre cronista y chismoso de la Historia de España, habló así de Arce: ...prelado hábil e intrigante... Favorecióle su alto grado en la Masonería española, de la que el nuevo Rey José (Bonaparte) era Gran Maestre.[7]
- El historiador Julio Caro Baroja, en las páginas que dedica a Arce en 'El Señor Inquisidor, da diversa noticia y documentación concisa en torno al inquisidor cortesano y, en una pincelada final, escribe: El inquisidor Arce, hidalgo del valle de Carriedo, buen mozo en la corte de María Luisa, arzobispo afrancesado y masón, no ha dejado tras sí huella alguna. Los de su linaje, el de los Arce Quevedo, levantaron una casa palacio, que aún existe, en Selaya. Nadie diría que de aquella mansión, propia para extasiar a don José María Pereda, pudo salir semejante figura, más novelesca, en verdad, que las de Pereda mismo...[8]

| Predecesor: Francisco Antonio de Lorenzana | Inquisidor general 1798 – 1808    | Sucesor: Francisco Javier Mier y Campillo |
| Predecesor: Juan Antonio de los Tucros     | Arzobispo de Burgos 1797 - 1801   | Sucesor: Juan Antonio López Cabrejas      |
| Predecesor: Joaquín Company                | Arzobispo de Zaragoza 1801 - 1816 | Sucesor: Manuel Vicente Martínez          |